# Салајна (Оклахома)
Салајна (енгл. Salina) град је у америчкој савезној држави Оклахома.

## Демографија
По попису из 2010. године број становника је 1.396, што је 26 (-1,8%) становника мање него 2000. године.
| Група             | 2000.       | 2010.       |
| Белци             | 836 (58,8%) | 721 (51,6%) |
| Афроамериканци    | 2 (0,1%)    | 1 (0,1%)    |
| Азијати           | 1 (0,1%)    | 1 (0,1%)    |
| Хиспаноамериканци | 29 (2,0%)   | 14 (1,0%)   |
| Укупно            | 1.422       | 1.396       |